# Ostdeutscher Rosengarten Forst (Lausitz)

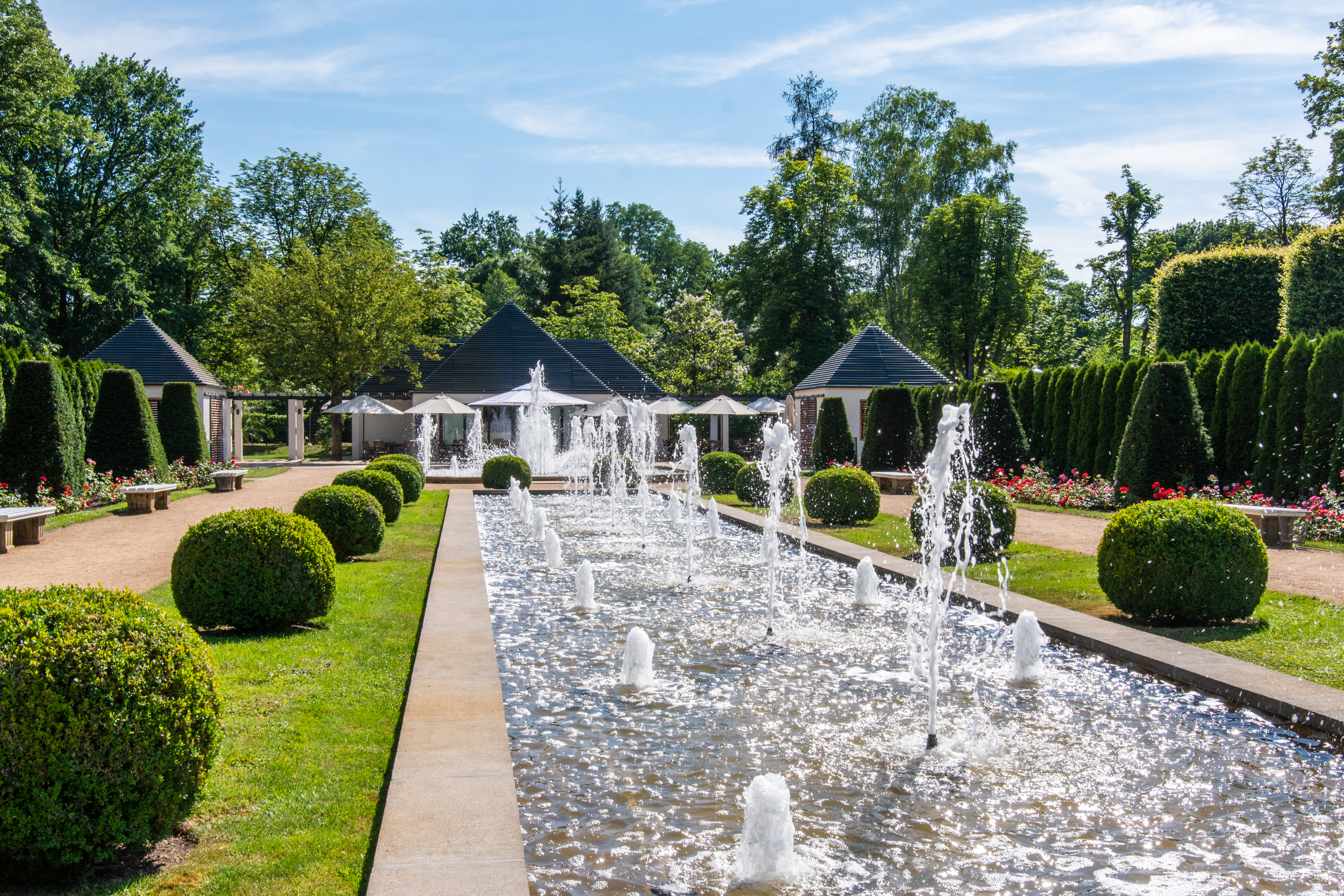
Die Großen Wasserspiele im Rosenpark

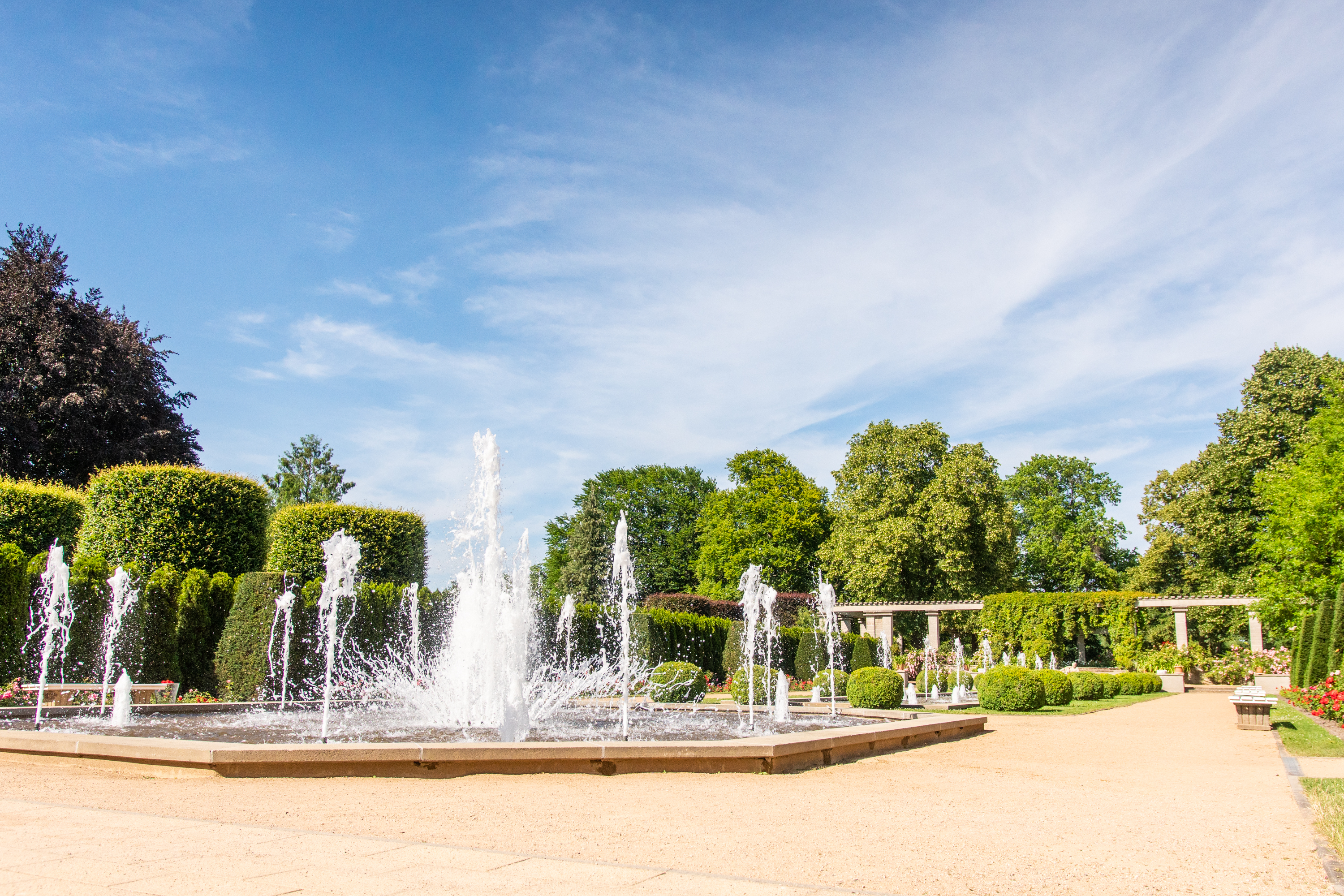
Die Großen Wasserspiele im Rosenpark

Der Ostdeutsche Rosengarten in Forst (Lausitz) vereint auf einer Fläche von 17 Hektar rund 1000 Rosensorten auf zehntausenden Rosenstöcken. Hervorgegangen aus einer zum 25. Thronjubiläum Kaiser Wilhelm II. im Juni 1913 eröffneten Rosen- und Gartenbauausstellung zeichnet sich die an der Neiße gelegene Garten- und Parkanlage durch ein Miteinander von Gartenkunst, Landschaftsarchitektur und botanischer Vielfalt aus. Verschiedene Themengärten wie Frühlings-, Heide- oder Dahliengarten ergänzen den eigentlichen Rosengarten und bilden zusammen mit der auf zwei ehemaligen Flussinseln gelegenen Parkanlage im englischen Stil ein Ensemble, das durch zahlreiche Skulpturen, Pergolenhöfe, Zierbrunnen und Wasserspiele bereichert wird.
2009 wurde der Park durch eine unabhängige Jury als „Deutschlands schönster Park“ ausgezeichnet. 2011 gehörte der Rosengarten in Forst nach einer Umfrage des RBB zu den fünf beliebtesten Ausflugszielen im Land Brandenburg.
Alljährlicher Höhepunkt im Veranstaltungskalender des Rosengartens sind die „Rosengarten-Festtage“ am letzten Juni-Wochenende mit vielseitigem Kulturprogramm für alle Altersgruppen, Schnittrosenschau und einer „Nacht der 1000 Lichter“ mit Feuerwerk. Seit 1988 wird alljährlich eine „Forster Rosenkönigin“ gewählt, die zu den Rosengartenfesttagen gekürt wird.
Der Ostdeutsche Rosengarten Forst (Lausitz) ist ein Baudenkmal in Forst.

## Lage
Der Ostdeutsche Rosengarten Forst befindet sich im Südosten der Stadt auf dem Gebiet zwischen Wehrinselstraße, Paul-Högelheimer-Straße und Kegeldamm in unmittelbarer Nähe der Lausitzer Neiße. Die Gartenanlage ist vom Bahnhof Forst (Lausitz) bzw. aus dem Forster Stadtzentrum mit der Buslinie 854 der Neißeverkehr GmbH zu erreichen. Die Haltestelle befindet sich in unmittelbarer Nähe des Haupteinganges und der Oder-Neiße-Radweg führt direkt am Garten vorbei.

## Geschichte

### Vorgeschichte
Bereits vor 1880 entstanden südöstlich des Forster Stadtzentrums durch Regulierungen am Flussbett der Neiße zwei Inseln, die Wehrinsel und die Reisigwehrinsel. Für den später auf der Wehrinsel angelegten Park wurde 1906 ein Wettbewerb zur Umgestaltung als Volkspark ausgeschrieben. Dreizehn Entwürfe wurden eingereicht. Der 1. Preis ging an die Gebrüder Röthe aus Bonn, deren Konzeption allerdings nicht wie geplant ausgeführt wurde. Dennoch begann man noch im selben Jahr mit der Umgestaltung der Wehrinsel zu einem im Stil englischer Landschaftsgärten gehaltenen Park. Eine Gaststätte wurde am 10. März 1910 eröffnet. Sie blieb über Jahre ein beliebtes Ausflugsziel der Forster und ihrer Gäste.
Mit Blick auf das 25. Thronjubiläum Kaiser Wilhelm II. im Jahre 1913 entwickelte der Forster Verein der Gärtner und Gartenfreunde unter Leitung von Paul Engwicht frühzeitig den Plan einer Ausstellung auf der Insel. Erste Ideen mündeten zu Beginn des Jahres 1912 in einem Beschluss zur Durchführung einer „Rosen- und Gartenbauausstellung“ (RUGA), der vom Verein Deutscher Rosenfreunde (VDR) und von der „Deutschen Dahliengesellschaft“ unterstützt wurde. Nach Bereitstellung einer Garantiesumme durch die Stadt Forst und die städtische Bürgerschaft begannen im Frühjahr 1912 die ersten Arbeiten auf der Wehrinsel. Zusätzlich wurde eine der Insel vorgelagerte Ödfläche von 7 Hektar von Graf Brühl gepachtet und mit in die Planung einbezogen. Als Ausstellungsleiter und Gartenarchitekt wurde Alfred Boese aus Cottbus berufen. Heute erinnern Gedenksteine im Heidegarten an Paul Engwicht und zwischen Hochstammgarten und Zwergbengalrosengarten an Alfred Boese.

### Rosen- und Gartenausstellung (RUGA) 1913
Am 14. Juni 1913 wurde die Rosen- und Gartenausstellung durch Oberbürgermeister Fischer und Stadtrat Mohr feierlich eröffnet. Als Veranstalter zeichnete der Verein der Gärtner und Gartenfreunde zu Forst unter Mitwirkung des VDR. Auf einem Gelände von 14 Hektar wurden den Besuchern der RUGA rund 32.000 Rosenstöcke und 2600 Dahlien präsentiert. Zahlreiche, zumeist im Jugendstil gehaltene gartenarchitektonische Elemente wie Brunnen, Pergolen und Skulpturen ergänzten die Schau und waren ein zusätzlicher Anziehungspunkt für die rund 350.000 Besucher, die die Veranstalter bis zum Ende der Ausstellungszeit im Oktober verzeichnen konnten. Begleitet wurde die Rosen- und Dahlienschau von 18 Sonderausstellungen und vielen Veranstaltungen mit Volksfestcharakter. Zu den besonderen Attraktionen gehörte die am 24. August 1913 erfolgte Landung des Luftschiffes LZ 13 Hansa der DELAG am Rande des Ausstellungsgeländes.
Am 5. Oktober 1913 schloss die Ausstellung. Noch im selben Monat trat die Forster Stadtverordnetenversammlung zusammen, um über die Zukunft des Ausstellungsgeländes zu beraten. Die Entscheidung, die Rosenpflanzungen aufzukaufen und ihren Erhalt zu sichern, bildete die Grundlage für die Umwandlung des RUGA-Geländes in einen beständigen Rosengarten. Zu Beginn des Jahres 1914 stellte der Verein Deutscher Rosenfreunde das Gelände unter Ehrenschutz und verlieh ihm den Namen „Ostdeutscher Rosengarten“.

### 1914 bis 1945

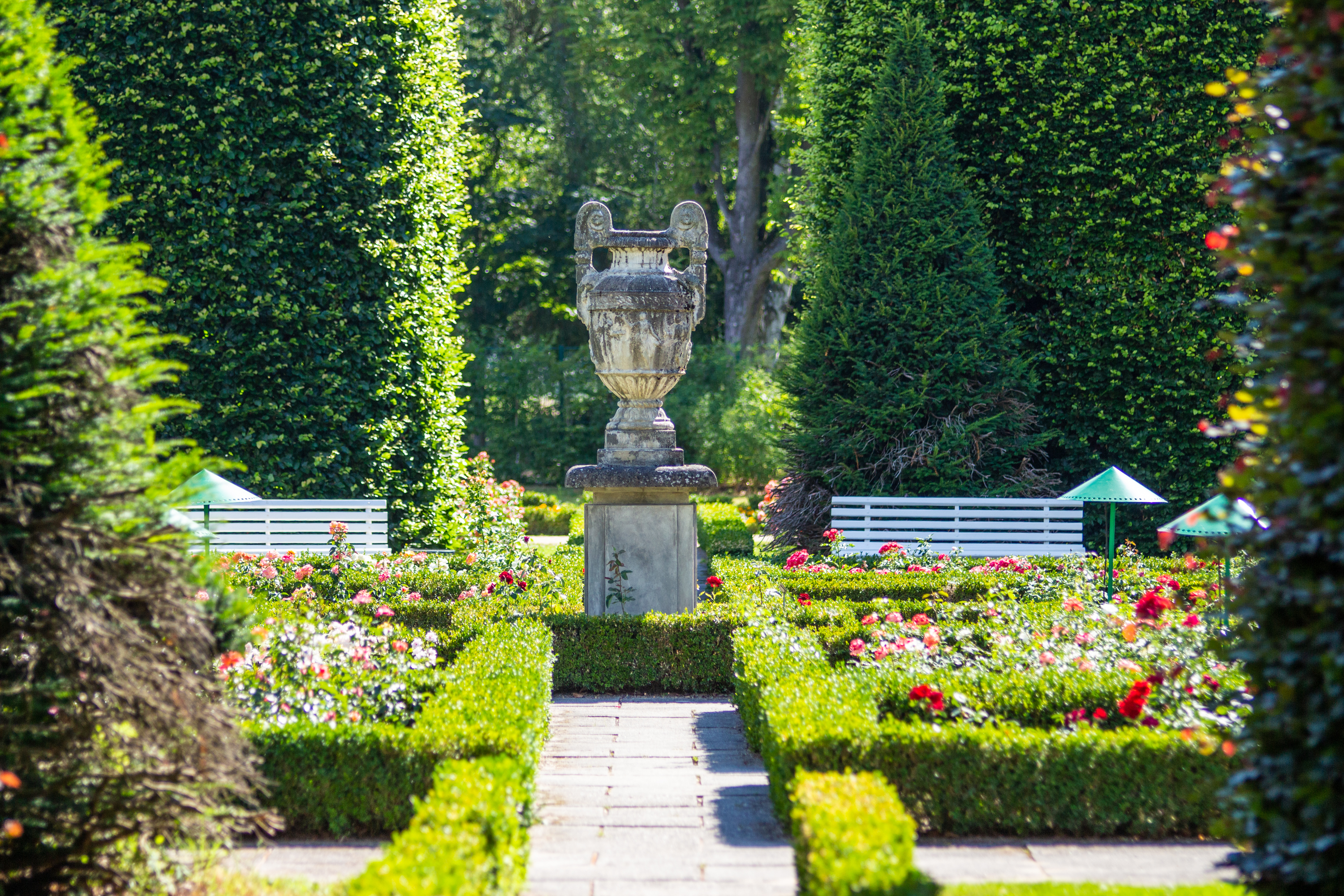
Der Teschendorffgarten im Rosenpark

Bevor es in den Jahren des Ersten Weltkrieges still um den Rosengarten wurde, fand im Juli 1914 noch eine zweite Schnittrosenschau auf dem Gartengelände statt.
Im Jahr 1923, zum zehnjährigen Bestehen, lockte wieder eine Rosenschau mit Schnittrosenausstellung die Besucher nach Forst. Wirtschaftskrise und Inflation trugen allerdings dazu bei, dass die Zahl der Aussteller recht klein blieb. Hauptaussteller war der Rosenzüchter Victor Teschendorff aus Cossebaude. Ihm zu Ehren trägt heute ein aus den Gründungsjahren erhalten gebliebener Teil der Gartenanlage den Namen Teschendorffgarten.
Vom 16. bis 18. Juli 1923 fand die Hauptversammlung des Vereins Deutscher Rosenfreunde in Forst statt, in deren Folge sich eine Ortsgruppe gründete, die nunmehr verstärkt Anteil an der Entwicklung des Rosengartens nahm. 1930 wurde ein Versuchsgarten angelegt. Zum 20-jährigen Bestehen fand vom 9. bis 14. Juli 1933 eine weitere Rosenschau statt. Im selben Jahr wurde der Sortimentsgarten errichtet, der heute als Neuheitenteil neue Rosensorten verschiedener deutscher Rosenschulen präsentiert. Mit der Ausrichtung einer „Deutschen Rosenschau“ aus Anlass des 25-jährigen Bestehens erlebte der Ostdeutsche Rosengarten im Jahr 1938 einen weiteren Höhepunkt seiner Geschichte. Rund 100.000 Besucher besuchten von Ende Mai bis Anfang September den Garten, um dessen Anlagen und die insgesamt drei Schnittrosenschauen zu besichtigen. Auch die Hauptversammlung des VDR fand wiederum in Forst statt. Ein Jahr später, kurz vor Beginn des Zweiten Weltkrieges, veranstaltete man vom 20. Juli bis 2. August 1939 die ersten „Rosengarten-Festspiele“.

### 1945 bis 1990
In den letzten Monaten des Krieges wurde bei erbitterten Kämpfen um die Stadt Forst auch der Ostdeutsche Rosengarten nahezu vollständig zerstört. Der Not gehorchend nutzte man das Areal nach Kriegsende erst einmal, um Gemüse und Kartoffeln anzubauen. Doch bereits Ende der 1940er Jahre wurde mit der Instandsetzung der noch vorhandenen Gartenarchitektur und der Anpflanzung von Rosenstöcken ein Neuanfang gewagt. So konnte das 40. Gründungsjubiläum im Jahr 1953 wieder mit den Rosengarten-Festwochen gefeiert werden. Die im Krieg zerstörte Gaststätte auf der Wehrinsel wurde mit Hilfe von Spendengeldern und freiwillig geleisteten Aufbaustunden neu errichtet. Im Rosengarten blühten wieder 20.000 Rosen. Eine Neuheiten- und Schnittrosenschau – präsentiert in einem Zelt – bereicherten das Programm der Festwochen, die seither fester Bestandteil im jährlichen Veranstaltungskalender des Gartens und der Stadt Forst sind.
Unter Leitung von Werner Gottschalk (1920–1995) entwickelte sich der „Forster Rosengarten“, wie er nun offiziell genannt wurde, bis in die 1980er Jahre zu einer großzügig angelegten Anlage. Dabei konzentrierte man die Rosenpflanzungen auf das frühere Vorgelände, während der landschaftsparkartige Charakter der Wehrinsel erhalten blieb. In diesem Teil wurden in den 1950er Jahren verschiedene Bauten (Freilichtbühne, Musikpavillon, Ausstellungshalle) errichtet, die in den Folgejahren intensiv für Veranstaltungen genutzt wurden.
Zum 50. Gründungsjubiläum 1963 waren die vordringlichsten Umgestaltungsarbeiten abgeschlossen. 1965 präsentierte sich der Rosengarten im Rahmen der 700-Jahr-Feier der Stadt Forst mit einem umfangreichen Programm. Diverse Instandhaltungs- und Rekonstruktionsarbeiten, u. a. an den Wasserspielen und an der Ausstellungshalle, bestimmten die Gartenarbeiten in den 1970er und 1980er Jahren. Anlässlich des 75. Gründungsjubiläums im Jahr 1988 wurde der Dahliengarten neu angelegt. Erstmals wurde dabei auch die Forster Rosenkönigin gewählt.

### Seit 1990
Seit 1990 trägt der Garten wieder den Namen „Ostdeutscher Rosengarten Forst (Lausitz)“. Im Jahr 2004 wurde der Stadt Forst (Lausitz) vom Verein Deutscher Rosenfreunde der Ehrentitel „Rosenstadt Forst“ verliehen. Damit würdigte man eine Steigerung der Attraktivität der gesamten Anlage durch umfangreiche Sanierungsarbeiten, darunter die Rekonstruktion des Haupteingangs nach Vorlagen aus dem Gründungsjahr, des Pergolenhofes und der Wasserspiele. Einen zusätzlichen Anteil daran haben das neue Veranstaltungszentrum Rosenflair mit Restaurant (2008) und ein neues Trauzimmer des Standesamtes.
Im November 2010 war der Forster Rosengarten Gründungsmitglied des Parkverbundes Lausitz. Der Ostdeutsche Rosengarten beging 2013 sein 100-jähriges Jubiläum mit vielen nachhaltigen Investitionen. Erstmals wurde seit 1938 wieder eine „Deutsche Rosenschau“ durchgeführt.
Die Investitionen wurden auch in den Jahren danach fortgesetzt und wiederum mit kommunalen Mitteln flankiert.

## Garten und Park
Die Anlage besteht aus drei Teilen: dem Rosenpark, dem Wehrinselpark und der beinahe unberührten Reisigwehrinsel.

### Der Rosenpark

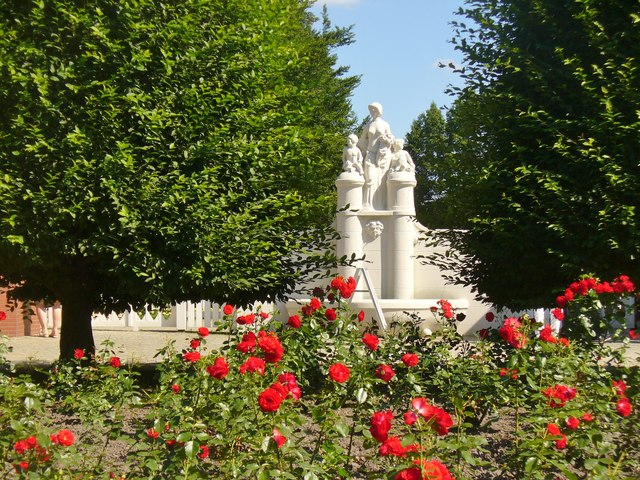
Der Rosenbrunnen am Haupteingang

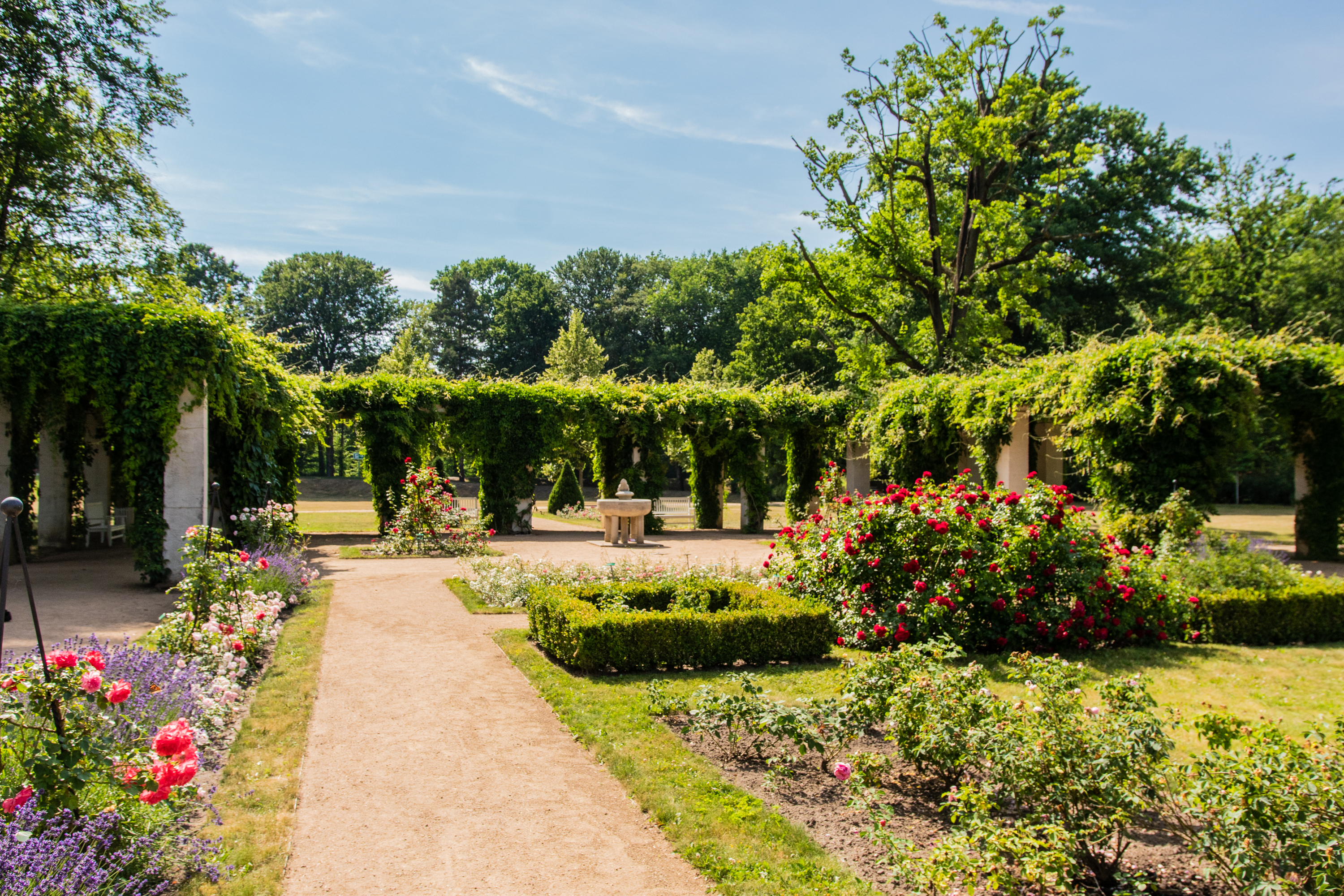
Der Pergolenhof auf der Wehrinsel

Der Rosenpark umfasst verschiedene Bereiche mit zehntausenden Rosenstöcken in rund 900 Rosensorten. Die Besucher werden am Haupteingang mit einem Rosenbrunnen empfangen, bekrönt von der Standfigur der Göttin Flora und vier sitzenden Putten als den Sinnbildern der Jahreszeiten. Im Anschluss daran führt eine Hauptachse in die Tiefe des Gartens, begleitet von Rabatten mit Bodendecker-, Kleinstrauch- und Strauchrosen. Beiderseits der Hauptachse zweigen Wege zu den Themengärten ab. 

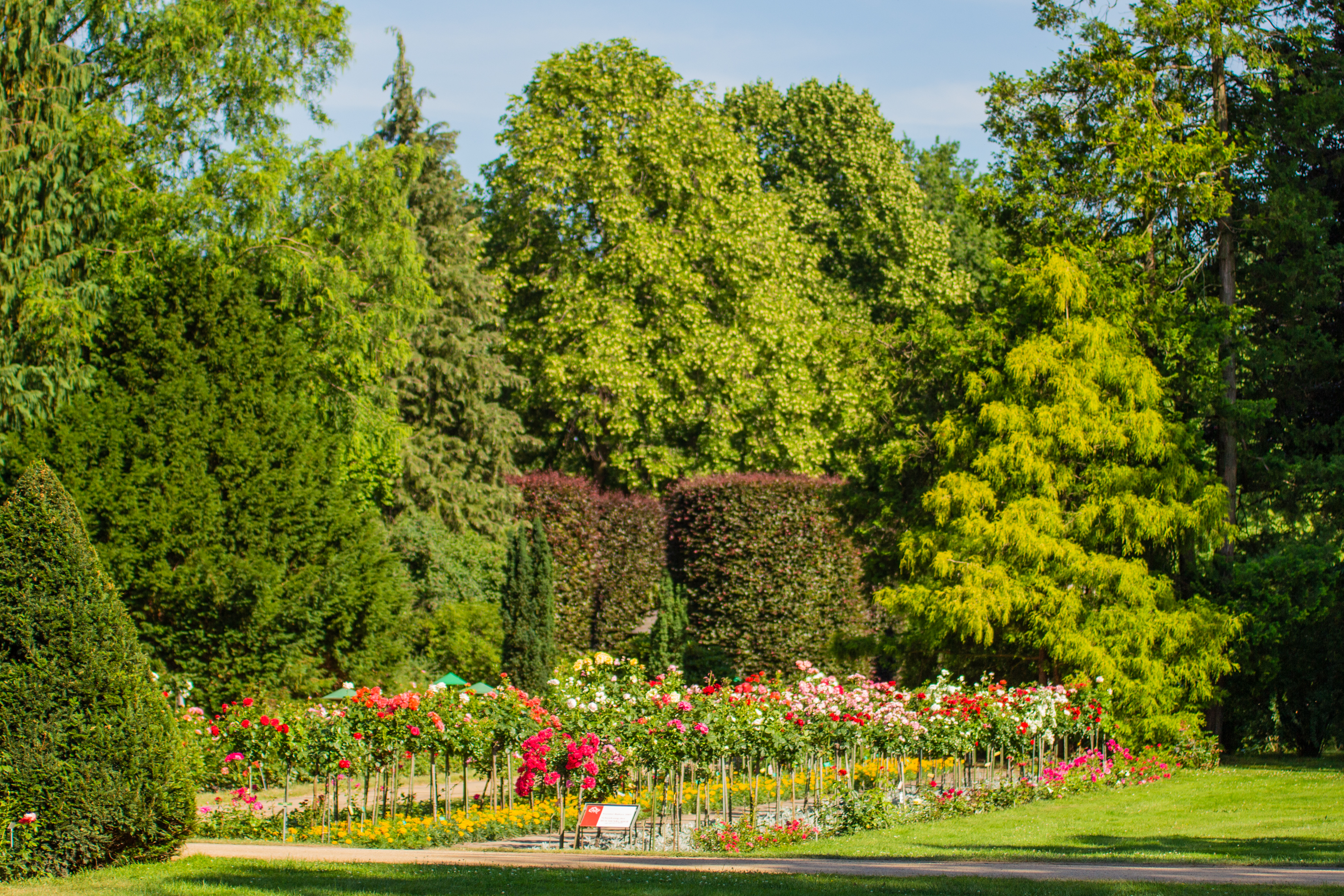
Der Hochstammgarten im Rosenpark

Dazu gehören auf der rechten Seite das Edelrosen-Beet und der sich anschließende Hochstamm-Garten mit ca. 300 Rosenstöcken. Dabei handelt es sich meist um Schenkungen von Privatpersonen und Firmen, die in jeweils beigefügten Beschriftungen der Rosen gewürdigt werden. Ergänzt werden das Edelrosen- und Hochstammbeet durch farbenreiche Staudenrabatten. Ein kleiner Bereich mit Zwergbengalrosen und der Heidegarten leiten über in den Teschendorffgarten.
Der rechtwinklig gegliederte Teschendorffgarten stellt gestalterisch einen der auffälligsten Parkteile dar: um eine große steinerne Amphore auf einem Sockel herum gruppieren sich Rabatte, von Buchsbaum eingefasst und von mächtigen Formgehölzen umgeben. Dieser Gartenteil ist aus den Gründungsjahren erhalten geblieben und liefert ein originales Bild der damaligen Gartenkunst. Anlässlich des 90-jährigen Bestehens 2003 wurden hier die Sorten „Citrina“ und „Kontrast“ – Neuzüchtungen der 1970er Jahre – der Victor Teschendorff KG als Andenken angepflanzt.
Östlich der Hauptachse befinden sich die beiden fächerförmig gestalteten Rosensichtungsgärten. 
Im nördlicher gelegenem Neuheitenteil werden die Rosenneuheiten der letzten 10 Jahre gezeigt, vornehmlich Beet- und Edelrosen in den Mittelsektoren. Auf den seitlichen Beeten befinden sich Strauch- und Kletterrosen. Den gestalterischen Schwerpunkt setzt hier der zum 100. Jubiläum unter wesentlicher Unterstützung des „Fördervereins Ostdeutscher Rosengarten 1913 Forst (Lausitz) e. V.“ wiederhergestellte Kaskadenbrunnen.
Südlich des Neuheitenteils befindet sich der Garten der prämierten Schönheiten. Hier sind über 100 verschiedene Sorten angepflanzt, die allesamt das „ADR-Gütesiegel“ der „Allgemeinen Deutschen Rosenneuheitenprüfung“ tragen.
Einen besonderen Anziehungspunkt bilden die Wasserspiele, die nach Abbruch der alten Anlage neu gebaut und am 1. Mai 2004 der Öffentlichkeit übergeben wurden. In unmittelbarer Nachbarschaft erwartet ein Café die Besucher. 
Eine steinerne, aus den Gründungsjahren stammende Pergola begrenzt den Wassergarten im Osten. Die Pergola leitet über in den nur wenige Stufen erhöhten Säulenhof, von dem man in den Jubiläumsgarten gelangt. Der Name Jubiläumsgarten weist auf die Neugestaltung zum 100. Jubiläum der Anlage hin. Hier wurde die Rose nur sparsam eingesetzt und dafür umso üppiger in den Farbverläufen zwischen blau und weißer Blütenfarbe kombiniert.  Verschiedene exotische Bäume, darunter ein Trompetenbaum (Catalpa bignonioides), die Kaukasische Flügelnuss (Pterocarya fraxinifolia) und ein Ginkgobaum (Ginkgo biloba) sind Zeugnis der dendrologischen Aktivitäten des langjährigen Leiters der Anlage, Werner Gottschalk.

### Die Wehrinsel
Eine 2004 erneuerte Brücke über den künstlich angelegten Wehrgraben (Entengraben) verbindet den eigentlichen Rosengarten mit dem im englischen Stil gehaltenen Landschaftspark auf der Wehrinsel. Viele Gehölz- und Baumgruppen in Kombination mit weiten Rasenflächen bestimmen diesen Teil des Gartens. Auffallend ist eine alleinstehende hoch aufragende serbische Fichte (Picea omorika). 
Fast versteckt inmitten des Parks findet sich der Pergolenhof, welcher ebenfalls eines der historischen landschaftsarchitektonischen Elemente des Gartens ist. Dieser beherbergt neben den namensgebenden Pergolen auch historische Brunnenanlagen, den Froschbrunnen und den 2013 nach historischem Vorbild wiederhergestellten Löwenbrunnen. Ein Duftgarten präsentiert vom Frühjahr bis zum Herbst verschiedene duftende Sommerblumen und Kräuter in Kombination mit Duftrosen.
Mit dem Bärenbrunnen und dem Schlangenbrunnen sind zwei weitere historische Brunnenanlagen aus der Gründungszeit auf der Wehrinsel zu finden. 
Auf der Wehrinsel finden sich das Veranstaltungszentrum „Rosenflair“ mit Restaurant und Trauzimmer, eine Ausstellungshalle, eine Freilichtbühne (Schillerbühne), ein Musikpavillon sowie ein Kinderspielplatz. Dieser Teil des Rosengartens ist während der Öffnungszeiten der Anlage frei zugänglich und wird deshalb gern für Ausflüge und Spaziergänge genutzt.

### Die Reisigwehrinsel
Seit 2005 gehört die Reisigwehrinsel, die lange Zeit unzugänglich war, wieder zum Parkgelände. Auf der bis heute weitgehend naturbelassenen Insel hat die Parkverwaltung ihren Sitz.  Die Instandsetzung des Gebäudes und Einrichtung eines Rundweges (jetzt Skulpturenpfad) erfolgte im Rahmen der Vorbereitungen zur 100-Jahr-Feier mit EU-Fördermitteln. Die Reisigwehrinsel steht, im Gegensatz zu den anderen beiden Parkteilen, nicht unter Denkmalschutz. Eine Reihe neuer Holzskulpturen aus verschiedenen Forster Kunstsymposien haben hier ihren Platz gefunden.

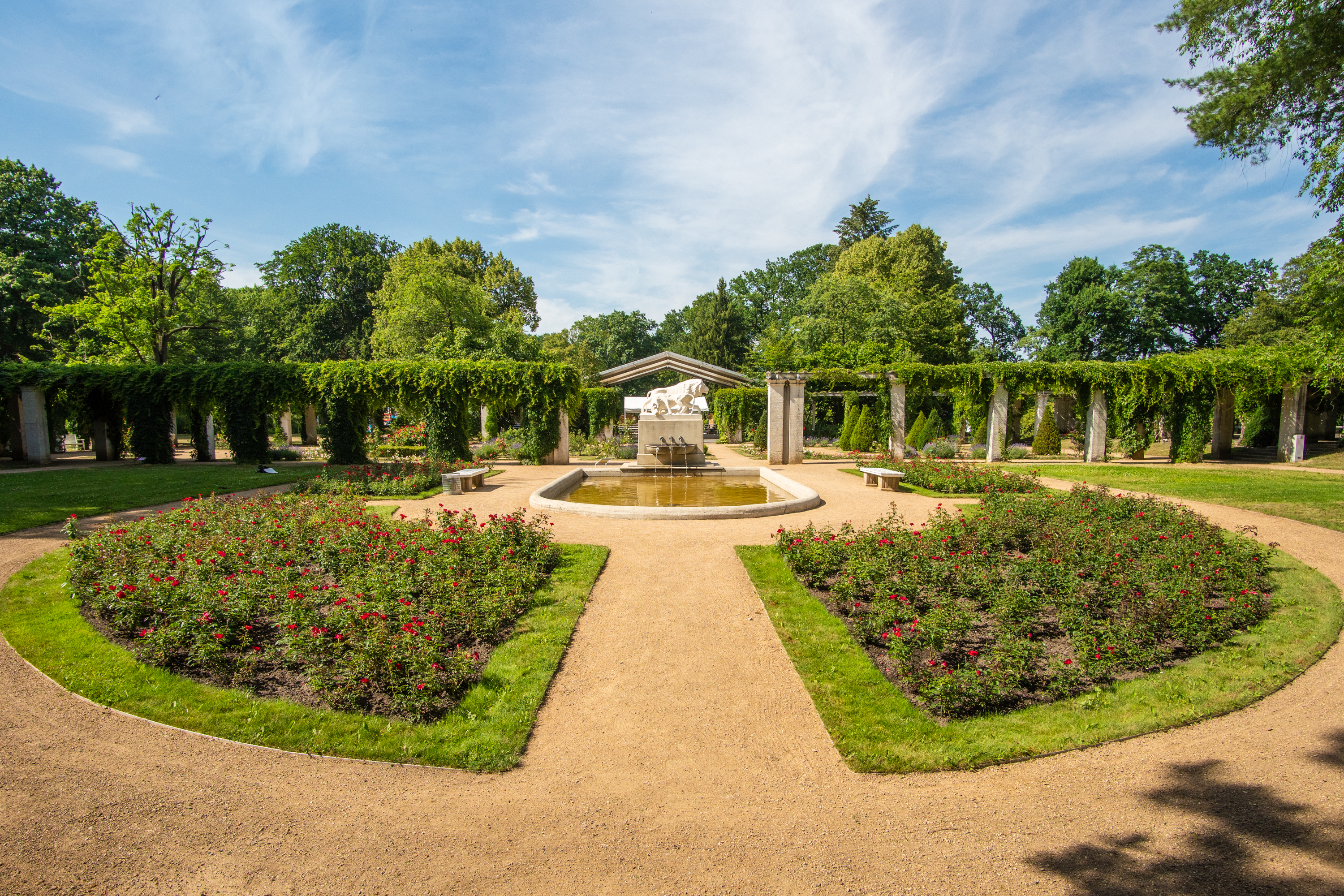
Der Löwenbrunnen auf der Wehrinsel

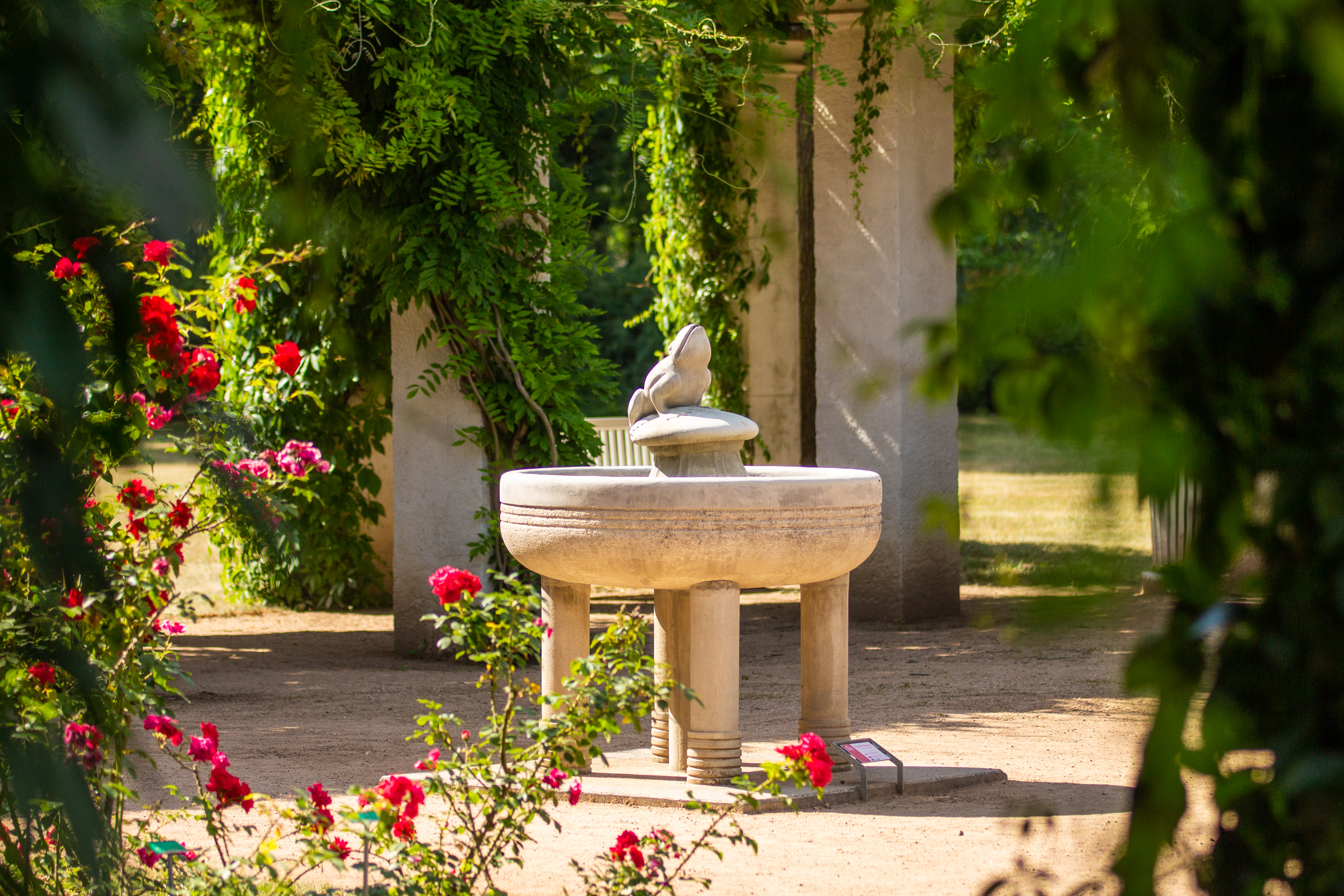
Froschbrunnen auf der Wehrinsel
weitere Brunnenbilder

### Brunnen, Skulpturen, Plastiken
Neben den Großen Wasserspielen und dem Rosenbrunnen im Eingangsbereich des Rosengartens bereichern noch weitere Brunnenschöpfungen aus Beton die Anlage. Neben dem Kaskadenbrunnen im Neuheitenteil sind vier weitere Brunnenanlagen auf der Wehrinsel zu finden. Ein beliebtes Fotomotiv ist der Bärenbrunnen. Um das Brunnenbecken sind vier kleine Bärenfiguren gruppiert, die hinaufschauen zu einem fünften, auf einer Säule sitzenden Bären, aus dessen Mund sich ein Wasserstrahl ergießt. An das Märchen vom Froschkönig erinnert der in den Pergolenhof integrierte Froschbrunnen. Beide Brunnen stammen ebenso aus der ursprünglichen Gartenanlage wie der in den Duftgarten integrierte Schlangenbrunnen.
Ebenfalls im Pergolenhof befindet sich der Löwenbrunnen, der ebenfalls zum 100. Jubiläum im Jahr 2013 wieder einen Platz im Garten fand.
Bei seinem Rundgang durch die Garten- und Parklandschaft begegnen dem Besucher verschiedene Skulpturen und Plastiken. Genannt werden sollen hier besonders die aus dem Jahr 1966 stammenden Bronzeplastiken Mädchenakt und Kranichgruppe des Bildhauers Jürgen von Woyski sowie die vom selben Künstler stammende Reliefwand Leben an der Oder-Neiße-Friedensgrenze aus dem Jahr 1967. Am Rundweg auf der Reisigwehrinsel befindet sich seit dem Jubiläumsjahr 2013 ein Skulpturenpfad, an dem Holzskulpturen aus zwei Kunstsymposien in den Jahren 2013 und 2018 aufgestellt wurden. Diese Skulpturen stammen hauptsächlich von den Kastanien des Kegeldamms, die aus Altersgründen abstarben, und wurden mit Hilfe der EU und dem Land Brandenburg gefördert.

## Film
- Keine Blume wie andere. Der Ostdeutsche Rosengarten in Forst. Dokumentarfilm, Deutschland, 2013, 27:30 Min., Buch und Regie: Konstanze Weidhaas, Produktion: rbb, Erstsendung: 21. Juli 2013 bei rbb, Inhaltsangabe von rbb, (Memento vom 13. September 2016 im Internet Archive). Dokumentation anlässlich des 100-jährigen Jubiläums des Forster Rosengartens.